# Andrea Zanoni
Andrea Zanoni (* 26. August 1965 in Treviso) ist ein italienischer Politiker der Partei Italia dei Valori. Am 19. Juli 2011 rückte Zanoni für Luigi de Magistris in das Europäische Parlament nach.